# 우 (성씨)
우(禹, 于)는 중국과 한국의 성씨이다.

## 임금 우 禹
우(禹)씨는 하(夏)나라 우왕(禹王)의 후예라 전한다.

하(夏) 우왕(禹王)

우(禹)씨는 2015년 대한민국 통계청 인구조사에서 194,713명으로 조사되어 한국의 성씨 인구 40위이다. 
단양 우씨(丹陽 禹氏) 시조 우현(禹玄)이 고려 광종조에 정조호장(正朝戶長)을 지냈다.
6세손 우중대(禹仲大)가 문하시중(門下侍中)에 이르렀고, 그의 장남 우천규(禹天珪)는 남성전서(南省典書), 둘째 우천계(禹天啓)는 판서(判書), 셋째 우천석(禹天錫)은 문하시중(門下侍中)에 올랐다.
우천규의 아들 우탁(禹倬)은 성균좨주(成均祭酒)로 치사하였다. 우천석의 증손 우현보(禹玄寶)는 단양부원군(丹陽府院君)에 봉해졌고, 우현보의 장손 우성범(禹成範)이 공양왕의 부마가 되었다. 10세손 우인열(禹仁烈)은 조선 개국원종공신에 녹훈되고, 판삼사사(判三司事)에 이르렀다. 
단양 우씨는 조선시대 문과 급제자 35명을 배출하였다.

## 어조사 우 于
우(于)는 중국 하남(河南)에서 계출된 성으로, 주(周)나라 무왕(武王)의 아들이 우(于) 땅에 봉해져서 후손들이 지명을 성(姓)으로 삼았다고 한다.
고구려 고국천왕(故國川王)의 왕후는 제나부(提那部) 우소(于素)의 딸이고, 산상왕(山上王)의 왕후는 연나부의 대사자 우수(于漱)의 딸이다.
우(于)씨는 2015년 대한민국 통계청 인구조사에서 756명으로 조사되었다.
조선 성종 때 지리지인 동국여지승람(東國輿地勝覽)에 의하면 고려 태조 왕건(王建)이 후삼국을 통일하던 당시 목천 지방의 백제 유민들이 백제 부흥을 도모하자 우(牛; 소), 상(象; 코끼리), 돈(豚; 돼지), 장(獐; 노루) 등의 축성을 내렸는데 후손들이 뒷날 우(于), 돈(頓), 상(尙), 장(張) 등으로 성을 회복하였다는 전설이 있다고 한다.
목천 우씨(木川 于氏) 시조 우방녕(于邦寧)은 고려 인종과 의종 때 상서좌복야(尙書左僕射)를 지냈다. 
상서우복야(尙書右僕射) 우방재(于邦宰)의 아들 우학유(于學儒)는 의종 때 무인으로서 이의방(李義方) 등이 반란을 모의할 때 군대를 통솔해 달라는 권유를 거절하였다가 정중부가 집권한 후 신상이 위태로웠으나 이의방의 누이인 전주 이씨와 결혼하여 무사하였으며 1179년에 동지추밀원사(同知樞密院事)에 올랐다.
우술유(于述儒)는 1186년(명종 11) 형부시랑(刑部侍郞)을 역임하고, 신종이 즉위하자 1197년 수사공 좌복야 판형부사(守司空左僕射判刑部事)가 되었으며, 1199년 중서평장사(中書平章事)로 치사(致仕)했다. 
우승경(于承慶)은 승진을 거듭하여 재상의 반열에 오르고 추밀원사를 거쳐 참지정사(參知政事)에 이르렀다.

## 깃 우 羽
삼국사기에 고구려 왕이 우(羽)씨을 사성했다는 기록이 있다. 

## 같이 보기
- 단양 우씨